# Завальнюк Владислав Матвійович
Завальнюк Владислав Матвійович (нар. 8 вересня 1949, с. Слобода-Мурафська (сьогодні — Клекотина, що розташоване у Шаргородському районі Вінницької області) — білоруський римо-католицький священник, релігійний діяч, теолог, перекладач і публіцист. Охрещений у костьолі Непорочного Зачаття Пресвятої Діви Марії, де пізніше прийняв таїнства Євхаристії та Миропомазання.

## Біографія
Освіту здобув у Новомурафській школі (сьогодні — Клекотинська школа), а далі поїхав у Ригу, бо хотів стати слухачем Ризької духовної семінарії, адже зрозумів, що його покликання — бути священником. Але відразу вступити до семінарії йому не вдалося, тому він залишився жити у Ризі, працюючи будівельником і мріючи вступити до семінарії. До цього покликання він йшов, долаючи різні перешкоди, але з ним поруч завжди була мати, яка у всьому його підтримувала і допомагала. У семінарію вдалось вступити у 1969 році. Закінчив семінарію у 1974 році, ставши священником. Висвятив його кардинал Юліан Вайводс 26 травня 1974 року.
Після висвячення відправився в Молдову, де католицька церква була фактично знищена. Під час перебування в Молдові обслуговував близько 70 католицьких парафій та місійних пунктів (у тому числі 11 німецьких).
У 1976-1977 роках у селі Слобода-Рашків під керівництвом В. Завальнюка збудовано храм без офіційного дозволу на будівництво від радянської влади. Церкву розібрано 25 листопада 1977 року. В. Завалюнюка заарештували за «релігійну пропаганду» та вислали до Казахстану. Згодом змушений був переїхати до Красноярська. У 1980 році знову повернувся до Латвії.
У 1984 році переведений у Білорусь, де служив у Глибокому. Відновив та відкрив ряд католицьких парафій у Білорусі.
З початку 1990-х років проводить послідовну білорусизацію католицької церкви у Білорусі.
З 1991 року проводить широку книговидавничу діяльність.

## Діяльність
Зараз о. Владислав є настоятелем Червоного кафедрального костьолу у Мінську, Білорусь. Крім того, що о. Владислав — це священник, він також є кандидатом історичних наук, перекладачем, публіцистом, радіоведучим програми «Голас душы», засновником Християнського товариства милосердя, активним громадським діячем та автором десятків книг.

## Найвідоміші праці
- «Сьвятая Імша» (1990)
- «Катэхізм» (1993)
- «Будслаўскі касьцёл — сьвятыня Беларусі» (1993)
- «Сьвятыня Беларусі» (1994)
- «Сьвяты Ружанец» (1994)
- «Прыгатаваньне да першай Сьвятой споведзі» (1995)
- «Абрады пахавання» (1998)
- «История Будславской базилики» (1998)
- «Канфесіі на Беларусі» (1998, співавтор)
- «Слоўнік сучаснай беларускай мовы» (2009, співавтор)
- «Не единым хлебом» (2011)